# Mount Lawrence Grassi
Mount Lawrence Grassi är ett berg i Kanada.   Det ligger i provinsen Alberta, i den centrala delen av landet, 3 000 km väster om huvudstaden Ottawa. Toppen på Mount Lawrence Grassi är 2 685 meter över havet, eller 566 meter över den omgivande terrängen. Bredden vid basen är 5,5 km.
Terrängen runt Mount Lawrence Grassi är huvudsakligen bergig, men norrut är den kuperad. Närmaste större samhälle är Canmore, 4,3 km nordost om Mount Lawrence Grassi. 
I omgivningarna runt Mount Lawrence Grassi växer i huvudsak barrskog. Runt Mount Lawrence Grassi är det ganska tätbefolkat, med 124 invånare per kvadratkilometer.